# Unabhängige Afghanische Menschenrechtskommission
Die Unabhängige Afghanische Menschenrechtskommission (persisch کمیسیون مستقل حقوق بشر افغانستان; paschtunisch د افغانستان د بشري حقونو خپلواک کميسيون; englisch Afghanistan Independent Human Rights Commission, AIHRC) mit Sitz in Kabul hat gemäß Artikel 58 der afghanischen Verfassung von 2004 die Aufgabe, die Achtung der Menschenrechte zu beaufsichtigen, sie zu stärken und zu schützen. Jedermann soll eine Beschwerde über die Verletzung seiner Menschenrechte bei der Kommission vorbringen können. Die Kommission soll Fälle von Menschenrechtsverletzungen an die zuständigen Rechtspflegeorgane abgegeben und den Einzelnen bei der Verteidigung seiner Rechte unterstützen.

## Geschichte
Die Einrichtung der AIHRC wurde im Petersberger Abkommen 2001 gefordert und 2004 in der afghanischen Verfassung manifestiert. Für den Zeitraum von 2003 bis 2005 veröffentlichte die AIHRC zusammen mit den Vereinten Nationen einen Bericht über Menschenrechtsverletzungen in Afghanistan, in dem mehreren Regierungsmitgliedern, darunter den Vizepräsidenten, Mohammed Fahim und Karim Chalili, Menschenrechtsverletzungen vorgeworfen wurden.
Im Dezember 2011 gab Hamid Karsai bekannt, dass die Mandate von Nader Nadery, Ahmad Hakim Fahim und Ghulam Mohammed Gharib nicht mehr verlängert werden.
Am 23. Juli 2012 erregte ein Bericht der New York Times internationales Aufsehen: Die Tageszeitung schrieb von einem unveröffentlichten Bericht der AIHRC in dem eine Kartierung der Menschenrechtsverletzungen vorgenommen wurde. Der 800-seitige Bericht geht auf den 2005 gestarteten „Aktionsplan für Frieden, Gerechtigkeit und Versöhnung“ zurück. Die Botschaft der Vereinigten Staaten in Kabul sprach sich in einer Stellungnahme gegen eine Veröffentlichung aus. Laut New York Times wurde ein Verantwortlicher der AIHRC von Mohammed Fahim mit dem Tode bedroht.

## Mitglieder

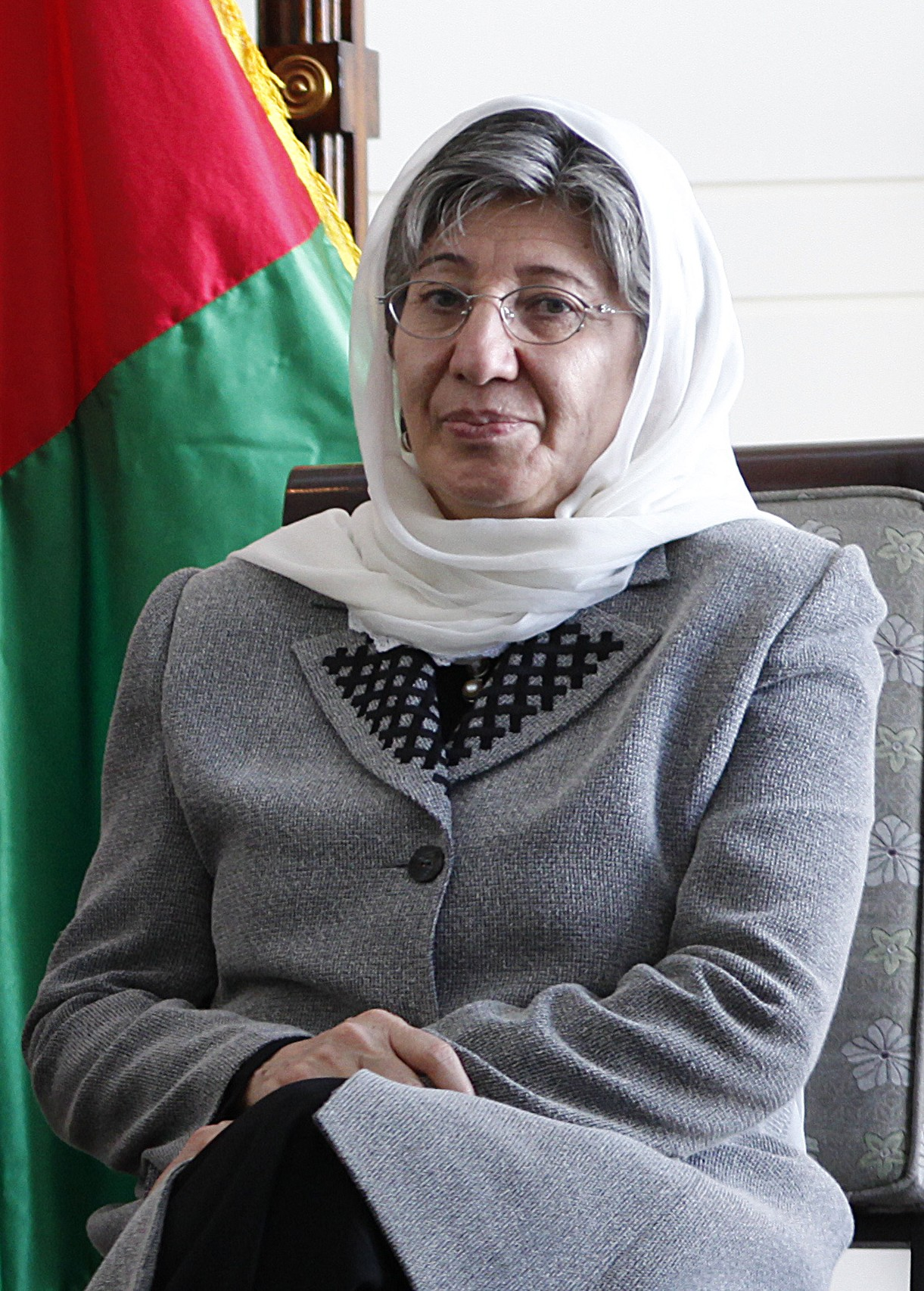
Ehemalige Vorsitzende: Sima Samar (2011)

Vorsitzende der Kommission ist Shaharzad Akbar. Sieben Männer und drei Frauen sind derzeit die weiteren Mitglieder der Kommission (Stand 2021).

## Kritik
Human Rights Watch hat 2014 und 2016 wiederholt kritisiert, dass die Regierung zu viel Einfluss auf die Besetzung der Posten der Kommissare nehme und somit eine Unabhängigkeit nicht gewährleistet sei.